# Munkhzaya Tsedevsuren
Munkhzaya Tsedevsuren, née le 13 juin 1986 à Oulan-Bator en Mongolie, est une judokate mongole évoluant en moins de 63 kg (poids mi-moyens). Elle est trois fois championne de Mongolie.

## Palmarès

### Championnats d'Asie
- Championnats d'Asie 2012 à Tachkent :
  -  médaille d'argent dans la catégorie des moins de 63 kg (poids moyens)[1].
- Championnats d'Asie 2011 à Abou Dabi (Émirats arabes unis) :
  -  médaille de bronze dans la catégorie des moins de 63 kg (poids moyens).
- Championnats d'Asie 2009 à Taipei :
  -  médaille de bronze dans la catégorie des moins de 63 kg (poids moyens).

### Grand prix deQingdao2011
- Seconde du grand prix battue par Xu Lili en finale,
  -  Médaille d'Argent[2].

### Grand slam de Moscou 2011
- Deuxième du grand prix en étant battue par Urška Žolnir ,
  -  Médaille d'Argent[3].